# Mimetispa simulatrix
Mimetispa simulatrix là một loài côn trùng trong họ Mantispidae thuộc bộ Neuroptera. Loài này được McLachlan miêu tả năm 1900.